# Univers
Az Univers egy új-groteszk sans-serif betűkép. Adrian Frutiger tervezte 1957-ban és a Deberny & Peignot nyomda adta ki. Nagyon hasonló a Helvetica betűképhez, amelyet Max Miedinger tervezett abban az időben. A családon belül nagy a váltakozás, ez körülbelül huszonegy betűképet eredményez összesen.

## Használat
A 60-as és 70-es években nagy népszerűségnek örvendett. Többek között a Swissair és a Deutsche Bank is használta. Különösen ismert a nagy távolságból való olvashatósága.

## Külső hivatkozások
- Univers betűtípus példa az Adobe Systems-től